# Pseudagrion superbum
Pseudagrion superbum là một loài chuồn chuồn kim thuộc họ Coenagrionidae. Đây là loài đặc hữu của Cộng hòa Dân chủ Congo. Môi trường sống tự nhiên của chúng là sông ngòi.